# Club Topperia
| Recensione | Giudizio |
| ---------- | -------- |
| Newsic     | 7/10     |
| Ondarock   | 5,5/10   |
| Rockol     | 6,5/10   |

Club Topperia è il terzo album in studio della rapper italiana Myss Keta, pubblicato il 27 maggio 2022 dalla Universal.

## Descrizione
Il disco è un concept album che ritrae un immaginario club che si trova al di fuori dello spaziotempo di cui l'artista è la padrona e l'unica in grado di stabilire il ritmo, il tempo e di dominare le leggi della fisica. Questo luogo viene mostrato come una dimensione primordiale, associando la discoteca al paesaggio dell'anima.
Musicalmente è caratterizzato perlopiù da sonorità elettroniche che spaziano tra il pop degli anni sessanta (oltretutto con un campionamento di Edoardo Vianello), la dance in stile anni novanta che richiama i Jam & Spoon, il dance pop degli anni duemila nello stile di Lady Gaga, la disco-funk e la musica house, fino ad arrivare ad un sound urban e hip hop contemporaneo. 
Data l'ecletticità di Myss Keta, l'album esplora, inoltre, lo stile pop di Britney Spears e Lindsay Lohan, il neo soul, la musica psichedelica, la techno, il reggaeton, il folk, la deep house, la garage house, la fidget house, la musica orchestrale, l'electro house, la musica latina, la trap, l'indie pop e la ballata.

## Tracce
Crediti riportati sul sito della SIAE.
1. Intro (feat. David Blank) – 0:44 (Dario Pigato, Myss Keta, Stefano Riva)
2. Club Topperia – 2:25 (testo: Dario Pigato, Marianna Mammone, Myss Keta, Stefano Riva – musica: Dario Pigato, Myss Keta, Stefano Riva)
3. Problemi di coco – 2:09 (Dario Pigato, Myss Keta, Stefano Riva)
4. Scandalosa (feat. Malena) – 3:08 (testo: Dario Pigato, Jacopo Angelo Ettorre, Myss Keta, Stefano Riva – musica: Stefano Tognini, Jacopo Angelo Ettorre)
5. Stupidi cuori corrono liberi (feat. Post Nebbia) – 2:27 (Carlo Corbellini, Dario Pigato, Myss Keta, Stefano Riva)
6. Skit - Strix (il bagno delle donne) (feat. Francesca Cipriani) – 0:50 (testo: Walter Ferrari, Dario Pigato, Myss Keta, Stefano Riva – musica: Francesco De Leo, Dario Pigato, Myss Keta, Stefano Riva)
7. Piena (feat. Guè) – 2:29 (testo: Cosimo Fini, Dario Pigato, Marianna Mammone, Myss Keta, Stefano Riva – musica: Eugenio Davide Maimone, Federico Mercuri, Giordano Cremona, Leonardo Grillotti)
8. Finimondo – 2:51 (testo: Carlo Rossi, Dario Pigato, Myss Keta, Stefano Riva – musica: Edoardo Vianello, Gregory Taurone, Walter Ferrari)
9. Prosciutto prosciutto (feat. cmqmartina) – 2:53 (testo: Dario Pigato, Marianna Mammone, Martina Sironi, Myss Keta, Stefano Riva – musica: Dario Pigato, Myss Keta, Stefano Riva)
10. Skit - La stanza dell'arte (feat. Silvia Calderoni) – 1:01 (testo: Dario Pigato, Myss Keta, Stefano Riva – musica: Francesco Barbaglia)
11. XTC (feat. La Niña e BigMama) – 2:35 (testo: Carola Moccia, Dario Pigato, Marianna Mammone, Myss Keta, Stefano Riva – musica: Francesco Barbaglia)
12. L'orgia di M.G. (feat. Dargen D'Amico) – 2:17 (testo: Dario Pigato, Jacopo Matteo Luca D'Amico, Myss Keta, Stefano Riva – musica: Francesco Barbaglia)
13. Security (feat. Boyrebecca) – 2:20 (testo: Dario Pigato, Myss Keta, Rebecca Griffith, Stefano Riva, Walter Ferrari – musica: Dario Pigato, Myss Keta, Stefano Riva)
14. Una rosa a Lambrate (feat. Noemi) – 3:12 (testo: Stefano Riva, Leonardo Varsalona, Dario Pigato, Myss Keta – musica: Stefano Riva, Walter Ferrari, Dario Pigato, Myss Keta)
15. Moveset (feat. Kiddy Smile e David Blank) – 3:16 (testo: Dario Pigato, Myss Keta, Pierre Edouard Hanffou, Stefano Riva – musica: Dario Pigato, Myss Keta, Stefano Riva)
16. Outro (feat. Isabella Santacroce) – 1:37 (testo: Isabella Pozzi – musica: Dario Pigato, Myss Keta, Stefano Riva)

Tracce nella riedizione digitale
1. Profumo – 2:21 (testo: Walter Ferrari, Myss Keta, Dario Pigato, Stefano Riva, Vito Tommaso – musica: Giordano Cremona, Leonardo Grillotti, Eugenio Davide Maimone, Federico Mercuri, Vito Tommaso)

## Classifiche
| Classifica (2022) | Posizione massima |
| ----------------- | ----------------- |
| Italia            | 51                |